# The Man Who Stayed at Home (film 1915)
The Man Who Stayed at Home  è un film muto del 1915 diretto da Cecil M. Hepworth.

## Produzione
Il film fu prodotto dalla Hepworth.

## Distribuzione
Distribuito dalla Central, il film uscì nelle sale cinematografiche britanniche nel luglio 1915.